# HMS Revenge (1892)
O HMS Revenge foi um couraçado pré-dreadnought operado pela Marinha Real Britânica e a sétima embarcação da Classe Royal Sovereign. Sua construção começou em fevereiro de 1891 nos estaleiros da Palmers Shipbuilding e foi lançado ao mar em novembro de 1892, sendo comissionado na frota britânica em janeiro de 1896. Era armado com uma bateria principal composta por quatro canhões de 343 milímetros montados em duas barbetas duplas, tinha um deslocamento carregado de mais de quinze mil toneladas e alcançava uma velocidade máxima de 17,5 nós.
O Revenge teve um início de carreira relativamente tranquilo que envolveu principalmente exercícios e manobras de rotina. Foi designado para a Frota do Mediterrâneo assim que entrou em serviço e fez parte entre 1897 e 1898 da Esquadra Internacional que interviu durante uma revolta em Creta contra o domínio do Império Otomano. Voltou para casa em 1900 e brevemente atuou como navio de guarda em 1901 em Portland, sendo no ano seguinte transferido para a recém-criada Frota Doméstica como sua capitânia. O Revenge foi transformado em um navio-escola em 1906.
Foi descomissionado em maio de 1913 e estava programado para ser desmontado, porém foi trazido de volta à ativa depois do início da Primeira Guerra Mundial em 1914. Foi colocado na Frota do Canal e pelos meses seguintes realizou ações de bombardeio litorâneo contra alvos alemães em Flandres. Foi renomeado para HMS Redoubtable em agosto de 1915 e continuou suas operações de bombardeio até ser descomissionado novamente em outubro. Depois disso foi usado como um alojamento flutuante em Portsmouth até fevereiro de 1919, sendo desmontado logo em seguida.

## Características

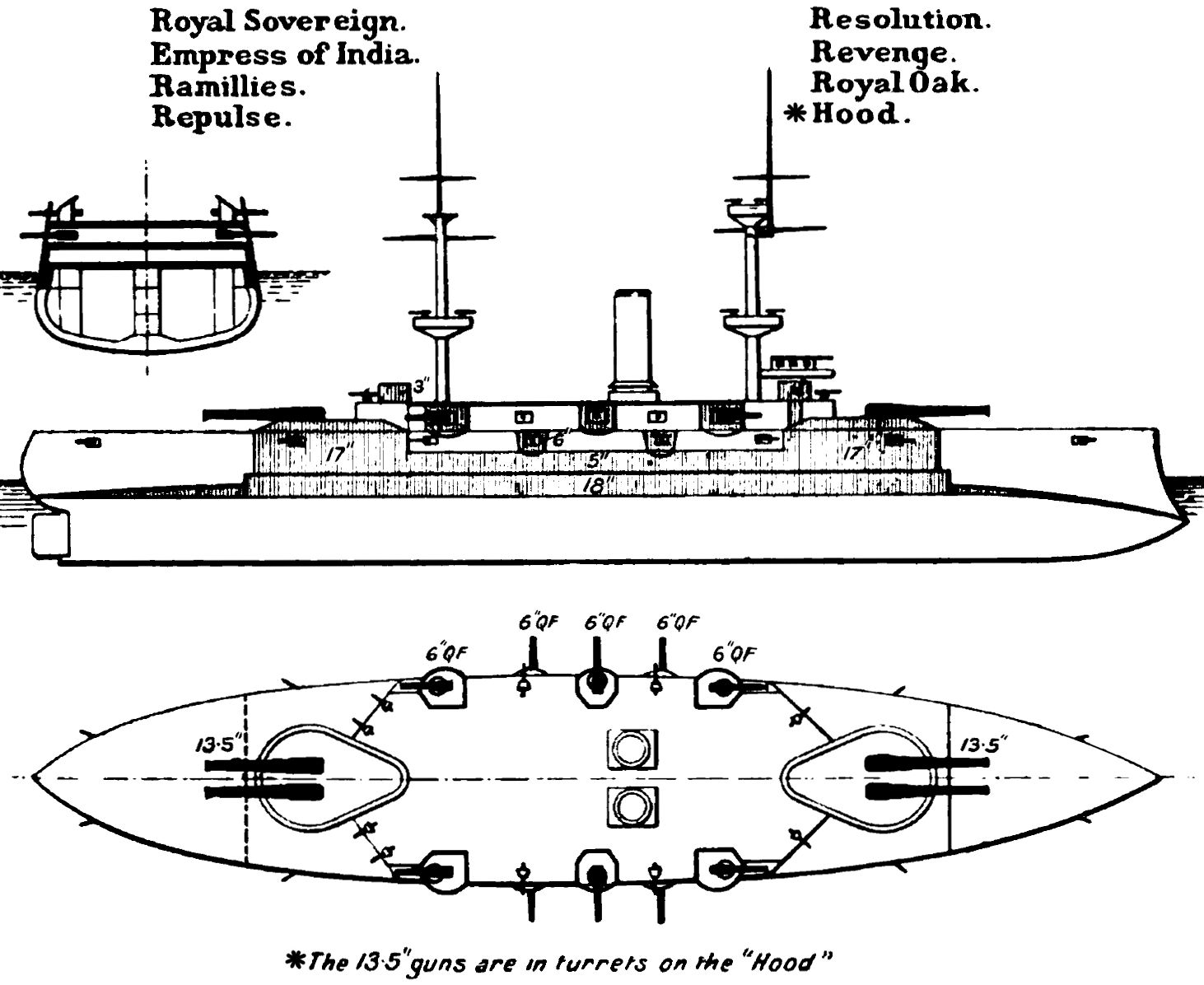
Desenho da Classe Royal Sovereign

O Revenge tinha 125,1 metros de comprimento de fora a fora, boca de 22,9 metros e calado de 8,4 metros. Tinha um deslocamento normal de 14 380 toneladas e um deslocamento carregado de 15 830 toneladas. Seu sistema de propulsão era composto por oito caldeiras cilíndricas que alimentavam dois motores Humphrys & Tennant verticais de tripla-expansão com três cilindros. A potência total forçando-se as caldeiras era de 11 150 cavalos-vapor (8,2 mil quilowatts) para uma velocidade máxima de 17,5 nós (32,4 quilômetros por hora). Podia carregar até 1 443 toneladas de carvão para uma autonomia de 4 720 milhas náuticas (8 740 quilômetros) a dez nós (dezenove quilômetros por hora). Sua tripulação era composta por 670 oficiais e marinheiros.
O armamento principal tinha quatro canhões calibre 32 de 343 milímetros em duas barbetas abertas, uma à vante e uma à ré da superestrutura. O armamento secundário tinha dez canhões calibre 40 de 152 milímetros. A defesa contra barcos torpedeiros consistia em dezesseis canhões de 57 milímetros e doze canhões Hotchkiss de 47 milímetros. O navio também foi equipado com sete tubos de torpedo de 356 milímetros. O cinturão principal de blindagem tinha 356 a 457 milímetros de espessura, sendo fechado em cada extremidade por anteparas transversais de 356 a 406 milímetros. Acima ficava uma camada de proteção de 102 milímetros com anteparas oblíquas de 76 milímetros. As barbetas tinham 279 a 432 milímetros, enquanto as casamatas tinham 152 milímetros. O convés blindado tinha espessura de 64 a 76 milímetros. A torre de comando de vante tinha laterais de 305 a 356 milímetros e a torre de ré tinha 76 milímetros.

## Carreira

### Início de serviço

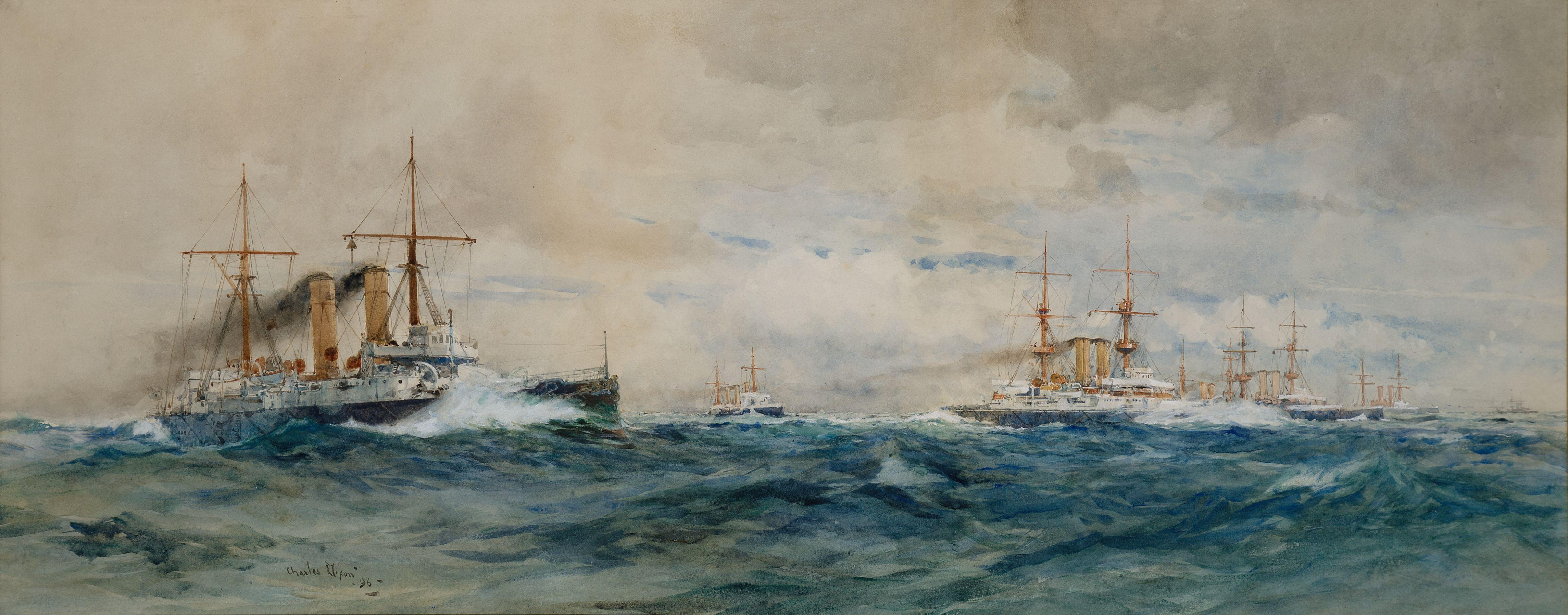
Pintura de Charles Edward Dixon de navios britânicos em manobras, com o Revenge no centro

O Revenge foi o nono navio da Marinha Real Britânica com esse nome. Seu batimento de quilha ocorreu em 12 de fevereiro de 1891 dentro de uma doca seca nos estaleiros da Palmers Shipbuilding and Iron Company em Jarrow. Foi flutuado para fora da doca em 3 de novembro de 1892, sendo finalizado em 22 de março de 1894 ao custo de 954 825 libras esterlinas.
Ele foi colocado na reserva em Portsmouth assim que entrou em serviço. Foi mobilizado pela primeira vez apenas dois anos depois em 14 de janeiro de 1896 com o objetivo de atuar como capitânia da recém criada Esquadra de Serviço Particular, logo renomeada para Esquadra Voadora, que foi formada em resposta a tensões cada vez maiores na Europa depois de um ataque na África do Sul e um telegrama de apoio enviado pelo imperador Guilherme II da Alemanha ao governo Boer. A esquadra brevemente foi colocada junto com a Frota do Mediterrâneo em meados do ano seguinte. Ela foi desfeita em 5 de novembro e o Revenge substituiu o ironclad HMS Trafalgar como capitânia do segundo em comando da Frota do Mediterrâneo.

### Esquadra Internacional
O Revenge serviu de fevereiro de 1897 até dezembro de 1898 na chamada Esquadra Internacional, uma força multinacional composta por navios oriundos da Marinha Real, Marinha Austro-Húngara, Marinha Nacional Francesa, Marinha Imperial Alemã, Marinha Real Italiana e Marinha Imperial Russa que interveio em uma revolta grega em Creta contra o domínio do Império Otomano. Serviu de capitânia para o componente britânico da esquadra, inicialmente sob o contra-almirante Robert Harris e depois sob o contra-almirante Gerard Noel. O Revenge e o ironclad HMS Rodney chegaram em Canea em 9 de fevereiro de 1897 a fim de reforçar o couraçado HMS Barfleur, que já estava no local quando a revolta começou. O Revenge juntou-se no dia 21 aos barcos torpedeiros HMS Dryad e HMS Harrier, ao ironclad russo Imperator Aleksandr II, ao cruzador blindado austro-húngaro SMS Kaiserin und Königin Maria Theresia e ao cruzador protegido alemão SMS Kaiserin Augusta na primeira ação ofensiva direta da esquadra: um breve bombardeio contra posições insurgentes nos morros ao leste de Canea depois destes terem se recusado a remover uma bandeira grega que tinham hasteado. Durante a ação, o couraçado atingiu um projétil de 152 milímetros em uma fazenda que era usada como base dos insurgentes. Os insurgentes abandonaram seu cerco da Fortaleza de Izzeddin em 27 de março depois de um bombardeio do ironclad HMS Camperdown, com o Revenge em seguida desembarcando um contingente de fuzileiros navais para ocupar a fortaleza.
Lutas organizadas terminaram no final de março, porém a insurreição continuou. A esquadra passou a se focar no apoio às forças de ocupação e reforçar o bloqueio da ilha e de portos importantes na Grécia. Noel substituiu Harris em 12 de janeiro de 1898 e deixou Creta com o Revenge, que realizou operações em outros locais. Entretanto, uma revolta dos turcos cretenses em Cândia em 6 de setembro fez com que as forças internacionais em Creta fossem reforçadas, com o Revenge retornando dias 12 com Noel a bordo. Uma reunião ocorreu a bordo no dia seguinte e Noel ordenou que Edhem Paxá, o governador otomano, tomasse uma série de medidas a fim de garantir que a violência cessasse e que os líderes da revolta fossem entregues para enfrentarem um julgamento britânico. Edhem expressou relutância, assim o Revenge e o Camperdown realizaram uma demonstração de força que convenceu o oficial otomano. A revolta fez a Esquadra Internacional exigir a retirada de todas as forças otomanas de Creta, o que ocorreu até 6 de novembro. O Revenge juntou-se em 19 de dezembro ao ironclad italiano Francesco Morosini e ao cruzador blindado russo Gerzog Edinburgski para irem até Milos, onde encontraram com o cruzador protegido francês Bugeaud, a capitânia do contra-almirante Édouard Pottier, o comandante da Esquadra Internacional. As embarcações levaram de volta para Creta o príncipe Jorge da Grécia e Dinamarca, que desembarcou no dia 21 para assumir o posto de Alto Comissário do autônomo Estado de Creta, encerrando a revolta.

### Serviço posterior
O Revenge sofreu em 1899 uma explosão de cordite em um de seus depósitos de munição de 152 milímetros por combustão espontânea, mas não sofreu muitos danos porque apenas três cartuchos detonaram. Foi substituído em abril de 1900 pelo couraçado HMS Victorious e retornou para casa, sendo colocado na reserva. Durante esta período um radiotelegrafo foi instalado a bordo. Foi recomissionado em 18 de abril de 1901 sob o comando do capitão Frederic Fisher a fim de substituir o ironclad HMS Alexandra como navio de guarda em Portland e capitânia de Noel, agora Almirante Superintendente das Reservas Navais. Chegou em Portsmouth em março de 1902 para reformas que incluíam a adição de casamatas para as armas secundárias no convés superior, com sua tripulação sendo temporariamente transferida para o antigo ironclad HMS Hercules, que também assumiu a função de guarda em Portsmouth. Fisher e o resto da tripulação retornaram para o Revenge no início de junho após testes de artilharia. Participou em 16 de agosto em Spithead da revista naval em celebração da coroação do rei Eduardo VII, enquanto em outubro tornou-se a capitânia da recém-criada Frota Doméstica.

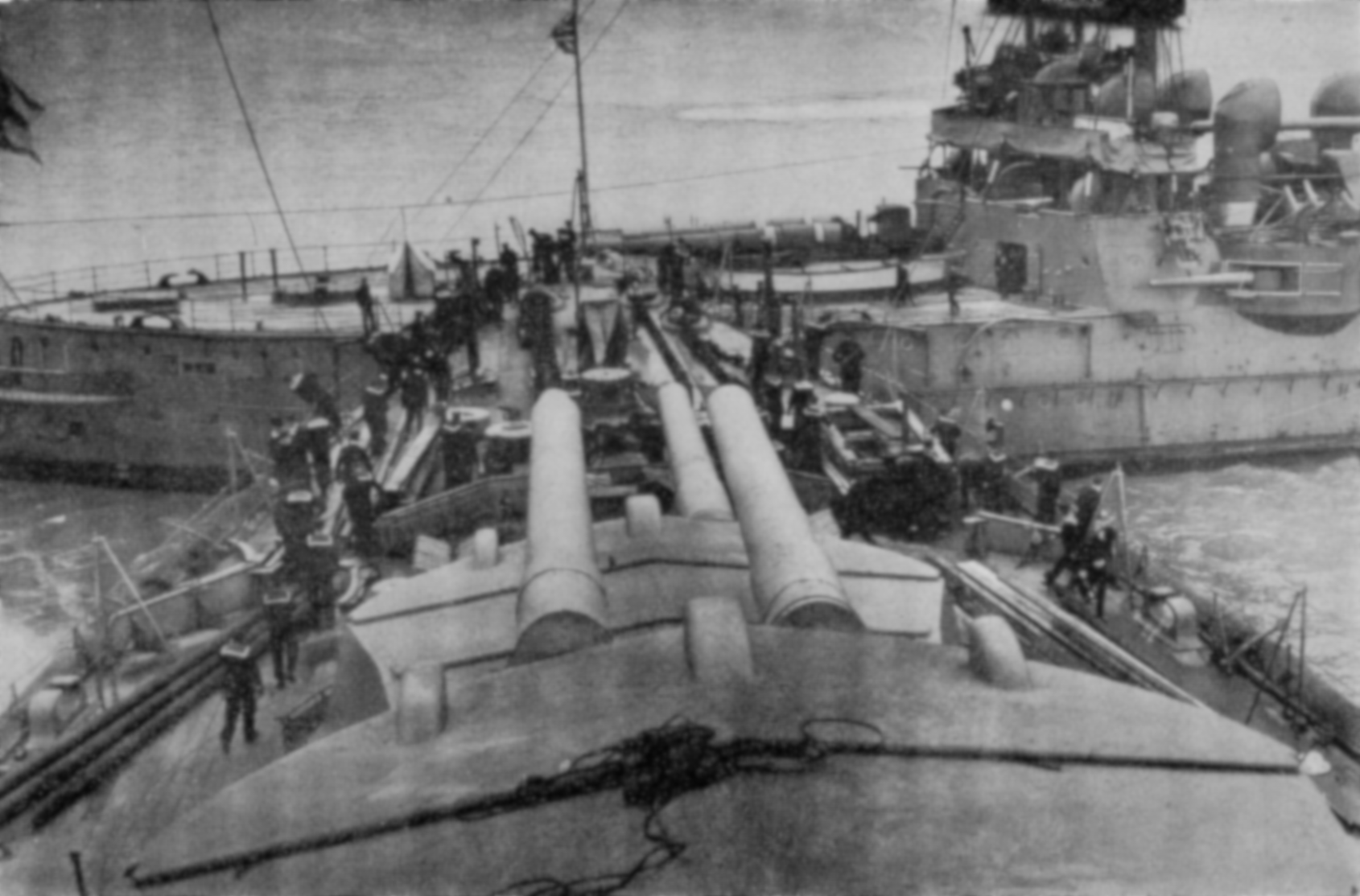
A colisão do Revenge (fundo) e Orion em 7 de janeiro de 1912

O Revenge e seu irmão HMS Royal Oak bateram em destroços naufragados em abril de 1904 próximos das Ilhas Scilly. O navio participou em julho de 1905 de manobras com a Frota de Reserva e foi então transferido em 1º de setembro para a Divisão de Reserva de Portsmouth. Substituiu em junho de 1906 o ironclad HMS Colossus como navio-escola de artilharia em Portsmouth e foi designado para a escola de artilharia HMS Excellent. O couraçado colidiu em 13 de junho de 1908 com o navio mercante SS Bengore Head quando este foi solto por seu rebocador durante uma tempestade repentina no porto de Portsmouth. Realizou testes de artilharia contra o ironclad HMS Edinburgh em outubro de 1909 com o objetivo de avaliar o efeito de projéteis contra blindagens de espessuras diferentes. Um vendaval soltou as amarras do Revenge em 7 de janeiro de 1912 em Portsmouth e fez ele colidir com a proa do couraçado dreadnought HMS Orion, ficando seriamente danificado. Seus canhões foram realinhados para 254 milímetros no mesmo ano para testes, retornando para o tamanho original em outubro. A embarcação foi substituída em 15 de maio de 1913 como navio-escola de artilharia pelo couraçado HMS Albemarle e foi descomissionado, sendo deixado em Motherbank para aguardar desmontagem.

### Primeira Guerra Mundial
A Primeira Guerra Mundial começou em agosto de 1914 e isto salvou temporariamente o Revenge da desmontagem. O Almirantado Britânico decidiu trazer o navio de volta ao serviço para uso em bombardeios litorâneos no litoral de Flandres. O navio passou por reformas em Portsmouth entre setembro e outubro que incluíram o realinhamento de seus canhões para 305 milímetros e aumento de seu alcance em aproximadamente novecentos metros. Recebeu ordens em 31 de outubro para substituir o couraçado HMS Venerable como capitânia da Patrulha de Dover. O Revenge foi declarado apto ao serviço cinco dias depois e foi designado para a nova 6ª Esquadra de Batalha da Frota do Canal junto com os couraçados Albemarle, HMS Cornwallis, HMS Duncan, HMS Exmouth e HMS Russell. Planos para a esquadra participar de um ataque contra bases de submarinos alemãs foram cancelados em 14 de novembro pelo clima ruim, assim o Revenge e o couraçado HMS Majestic foram para Dunquerque na França.

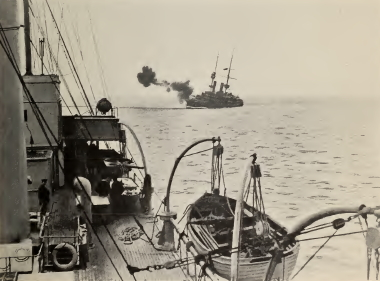
O Redoubtable bombardeando Flandres em 1915, tendo criado um adernamento deliberado para poder aumentar o alcance dos seus canhões

O Revenge participou da primeira ação da Marinha Real na guerra em 22 de novembro quando juntou-se à canhoneira HMS Bustard, mais seis contratorpedeiros britânicos, quatro contratorpedeiros franceses e um barco torpedeiro francês para bombardearem tropas alemãs em Nieuwpoort na Bélgica. O couraçado bombardeou baterias de artilharias alemãs entre 14 e 15 de dezembro, sendo atingido por um projétil de 203 milímetros que penetrou seu casco abaixo da linha de flutuação e forçou seu recuo para passar por reparos. Participou no início de 1915 de experimentos com aeronaves a fim de observarem disparos, mas estes foram apenas parcialmente bem sucedidos. Passou por reformas no Estaleiro Real de Chatham entre abril de maio de 1915 em que recebeu protuberâncias antitorpedo. Depois disso realizou testes usando observadores em plataformas no mar para direcionar os disparos. Foi renomeado em 2 de agosto de 1915 para HMS Redoubtable a fim de liberar o nome Revenge para um novo couraçado dreadnought.
Voltou ao combate em 7 de setembro de 1915, juntando-se às canhoneiras Bustard e HMS Excellent para bombardear alojamentos e posições de artilharia  alemãs em Westende. Uma de suas protuberâncias antitorpedo foi deliberadamente inundada para lhe dar um adernamento que aumentou o alcance de seus canhões. Foi atingido por dois projéteis de 152 milímetros durante a ação. O Redoubtable passou por reformas entre outubro e dezembro, sendo etirado de serviço e usado como alojamento flutuante em Portsmouth até fevereiro de 1919. Foi vendido para a Thos. W. Ward como sucata em novembro por 42 750 libras e desmontado.